# Ernst Kundt (Diplomat)
Ernst Kundt (geboren 27. September 1883 in Karlsruhe; gestorben 13. August 1974 in Frankfurt am Main) war ein deutscher Diplomat.

## Leben
Ernst Kundt wuchs als Sohn des Buchhändlers Ernst Kundt in Karlsruhe auf und besuchte dort das Bismarck-Gymnasium. Er studierte Philologie, Jura und Volkswirtschaftslehre in München, Berlin und Freiburg im Breisgau und wurde 1907 promoviert. Seit 1910 war er bei der Handelskammer in Brandenburg an der Havel beschäftigt, ab 1911 bei der Zentralauskunftsstelle für Auswanderer der Deutschen Kolonialgesellschaft in Berlin. Nach Ausbruch des Ersten Weltkriegs wurde die Zentralauskunftsstelle in das Auswärtige Amt eingegliedert. Seit 1918 war er Bevollmächtigter Preußens beim österreichischen Reichsministerium für Heereswesen. Nach Kriegsende soll Kundt 1920 als Regierungsrat verbeamtet worden sein. Im Jahr zuvor trat er der Deutschen Volkspartei (DVP) bei und war zeitweise Stadtverordneter in Berlin. Jedoch befand er sich weiter in einem militärischen Berufsverhältnis. Sein militärischer Rang war 1920 der eines Majors. Bereits 1926 war er Oberst und wurde am 1. Dezember 1926 mit dem Charakter als Generalmajor offiziell aus der Reichswehr verabschiedet.
Kundt trat zum 1. Mai 1933 nach der Machtübergabe an die Nationalsozialisten der NSDAP bei (Mitgliedsnummer 2.593.181). 1934 wurde er zum Legationsrat befördert und 1944 zum Vortragenden Legationsrat.
Über Kundts Entnazifizierung ist nichts bekannt. Kundt war zwischen 1961 und 1966 nochmals im Politischen Archiv des Auswärtigen Amts der Bundesrepublik Deutschland beschäftigt.

## Die Kundt-Kommission
Ernst Kundt war der Leiter und Namensgeber der Kundt-Kommission, die nach dem Waffenstillstand von Compiègne (1940) im Auftrag der Waffenstillstandskommission im besetzten Frankreich die von den Franzosen angelegten Internierungslager inspizierte.

„Aufgabe dieser sogenannten Kundt-Kommission […] war es zum einen, die Lebensbedingungen und die materielle Lage der Internierten zu untersuchen, diejenigen, die dies wünschten, zu repatriieren (soweit sie als «arisch» gelten konnten), und zum anderen die korrekte Durchführung des Art. 19 des Waffenstillstandsabkommens, das die französische Regierung zur Auslieferung aller namentlich durch das Reich angeforderten Deutschen verpflichtete, zu überwachen und hierzu die Namenslisten zu erstellen.“

Der auch in französischen Militärkreisen nicht unumstrittene Artikel 19 des Waffenstillstandsabkommens ermöglichte der nationalsozialistischen Besatzungsmacht eine „legale, völkerrechtlich «abgesicherte» […] Jagd auf die nach Frankreich geflüchteten «Volksverräter und -feinde»“ und deren Auslieferung an Deutschland.
Die Kundt-Kommission hatte auf deutscher Seite folgende Zusammensetzung:
- Diplomaten und Repräsentanten des „Auslandsdeutschtums“: Ernst Kundt, Legationsrat Wolfgang Freiherr von Welck (Vertreter des Auswärtigen Amtes bei der WAKO), Erich Finmann (Referent im Auswärtigen Amt), Kommandant Wichmann (Berichterstatter der Auslandsorganisation der NSDAP), Hermann Lüdtke und Richard Zeissig (beide Auslandsorganisation der NSDAP).
- Repräsentanten der Gestapo: Kriminalkommissar Obersturmführer Gerhard Schneider (RSHA, Gestapo, Berichterstatter für das Reichsinnenministerium), Kriminaloberassistent Oberscharführer Heinrich Kistner, Kriminalassistent Scharführer Karl Heinz Müller (beide RSHA, Gestapo).
- Repräsentanten der Wehrmacht: Oberkriegsgerichtsrat von Studnitz, Oberleutnant Scheuermann (beide OKW, Amt Abwehr).
- Repräsentanten des Roten Kreuzes: Generalhauptführer Brekenfeld (Generaldirektor), Walter Saleck (Generaldirektor).[6]
- Dolmetscher und technischer Berater: Ingenieur Ludwig Jubitz (Sachverständiger für Internierungen).

Darüber hinaus wurde die Kundt-Kommission bei ihrer Rundreise von einer französischen Kommission begleitet, die von Louis Ducloux geleitet wurde, damals „Generalkontrolleur bei der Sûreté Nationale (Staatssicherheit)“, von 1946 bis 1951 dann Generalsekretär der Internationalen Kriminalpolizeikommission, dem Vorläufer von INTERPOL. Ihm zur Seite standen eine Reihe hochrangiger Militärs.
Die Kundt-Kommission bereiste zwischen dem 27. Juli und dem 3. September 1940 93 Internierungsorte in der sogenannten Freien Zone (Südzone).

„Nach Einschätzung des Vorsitzenden der französischen Delegation, Louis Ducloux, verfolgte die Kundt-Kommission vorrangig das Ziel, für eine Rückkehr nach Deutschland zu werben. Mit gewissem Erstaunen stellte Ducloux fest, daß die Kommissionsmitglieder in minutiöser Weise umfangreiche Listen über Nichtrückkehrwillige anfertigten, die einer vollständigen Dokumentation über die in Frankreich verbliebenen Deutschen gleichkamen. Ducloux konnte sich des weiteren nicht des Eindrucks verwehren, die deutsche Kommission forsche anhand ihr bereits vorliegender Listen gezielt nach einzelnen Personen, um deren Auslieferung vorzubereiten. Ihm blieb auch nicht das offene Interesse der Gestapo an sozialdemokratischen und kommunistischen Sympathisanten und Politikern verborgen. Nach seiner Einschätzung suchte die Kundt-Kommission offenbar die ersten Grundlagen für ein Agentennetz zu legen, wie es im nationalsozialistischen Deutschland bereits geschaffen war, um künftig der Reichsregierung über politische und militärische Vorgänge in Frankreich Bericht erstatten zu können.“

Welches Bild die Kommission über die Zahl der Internierten tatsächlich erhalten hat, ist nach Eggers kaum feststellbar. Ein auf den Bericht eines Kommissionsmitglieds gestützte Auswertung von ihm ergab 35.000 Internierte, darunter 8.760 arische Reichsdeutsche. Eine von französischen Behörden der Kommission übergebene Aufstellung kam nur auf 17.190 Internierte, die sich wie folgt verteilten: a) 5.889 den deutschen Behörden übergebene Internierte; b) 286 in Frankreich freigelassene Internierte; c) 78 Internierte, die zurück ins Reich wollen und d) 10.937 Internierte, die sich auf das Asylrecht beriefen. Ruth Fabian und Corinna Coulmas gehen davon aus, dass „insgesamt […] nur wenige führende Oppositionspolitiker im Exil durch die Kundt-Kommission verhaftet“ wurden, sie weisen aber darauf hin, dass die von der Kommission erstellten Namenslisten an den Grenzübergängen und in den Häfen den französischen Behörden vorlagen und zu einer Gefahr bei Ausreiseversuchen werden konnten. Sie belegen das am Beispiel von Walter Mehring, der über ein Visum verfügte und Anfang Februar 1941 Marseille per Schiff verlassen wollte.

„[Als er] an Bord gehen wollte, hielt ihn ein Beamter der „Sûrete Nationale“ (Geheimpolizei) zurück. Wie Varian Fry erzählt, holte der Beamte aus einem Schubfach ein Papier, auf dem Mehrings Name stand und die Bemerkung: „Verboten, Frankreich zu verlassen. Entscheidung der Kundt-Kommission.“ Mehring befürchtete schon, daß dies sein Ende sei. Der Beamte gab ihm jedoch seinen Ausweis zurück. „Es muss sich um einen anderen Walter Mehring handeln“, sagte er.“

Auch das Vichy-Regime griff im August 1942 bei den von ihm initiierten Razzien gegen jüdische und nicht-jüdische Flüchtlinge auf die Listen der Kundt-Kommission zurück, ohne sich allerdings auf diese zu beschränken.

## Schriften
- Lessing und der Buchhandel. Heidelberg : C. Winter, 1907, Dissertation Heidelberg 1907
- Kriegsverbrechen der Alliierten, Material zur dt. Gegenrechnung. Berlin-Wilmersdorf : Cecilien-Buchhandlung, 1921